# Dia-Duplikator

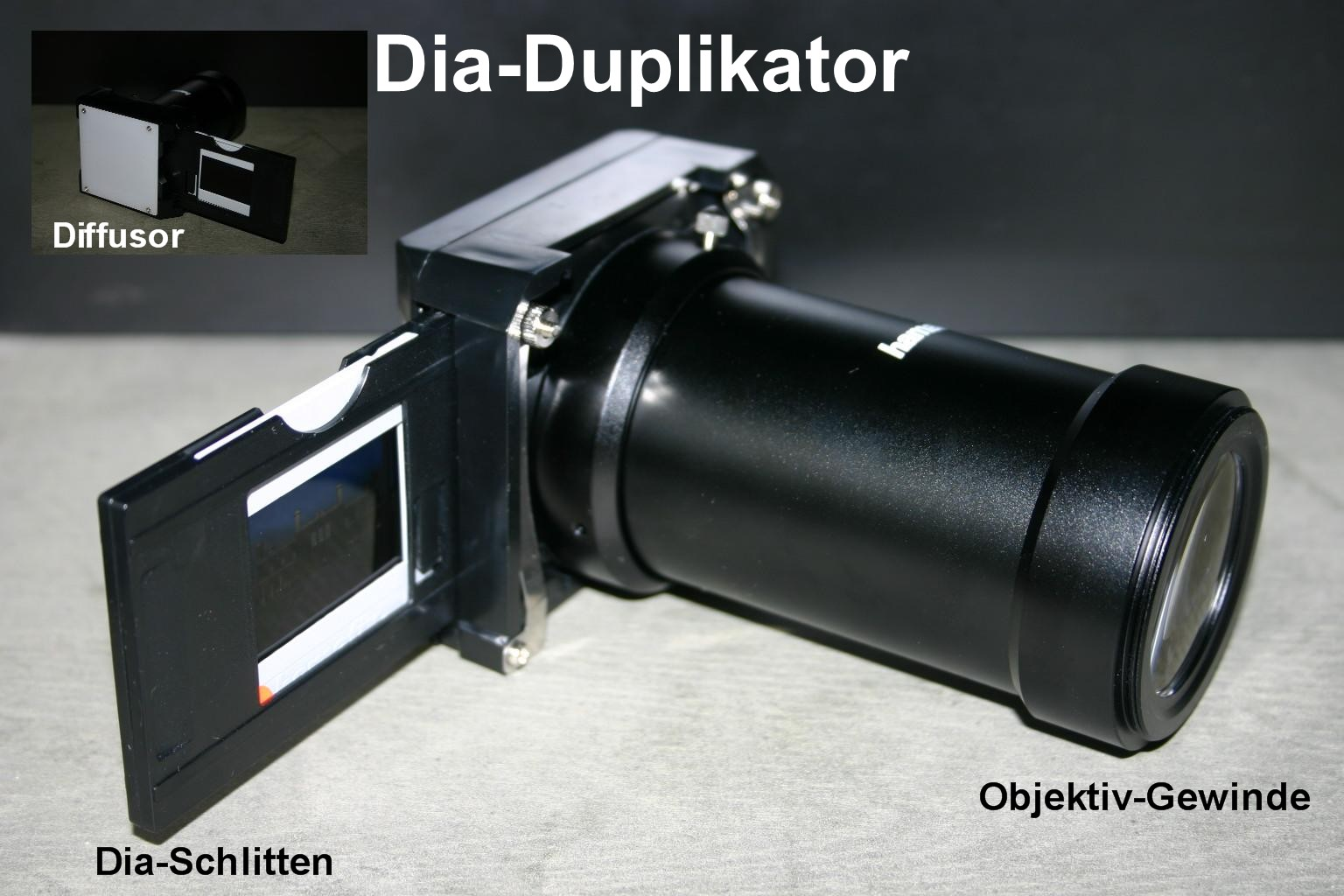
Dia-Duplikator (großes Bild: Vorderseite, kleines Bild: Rückseite)

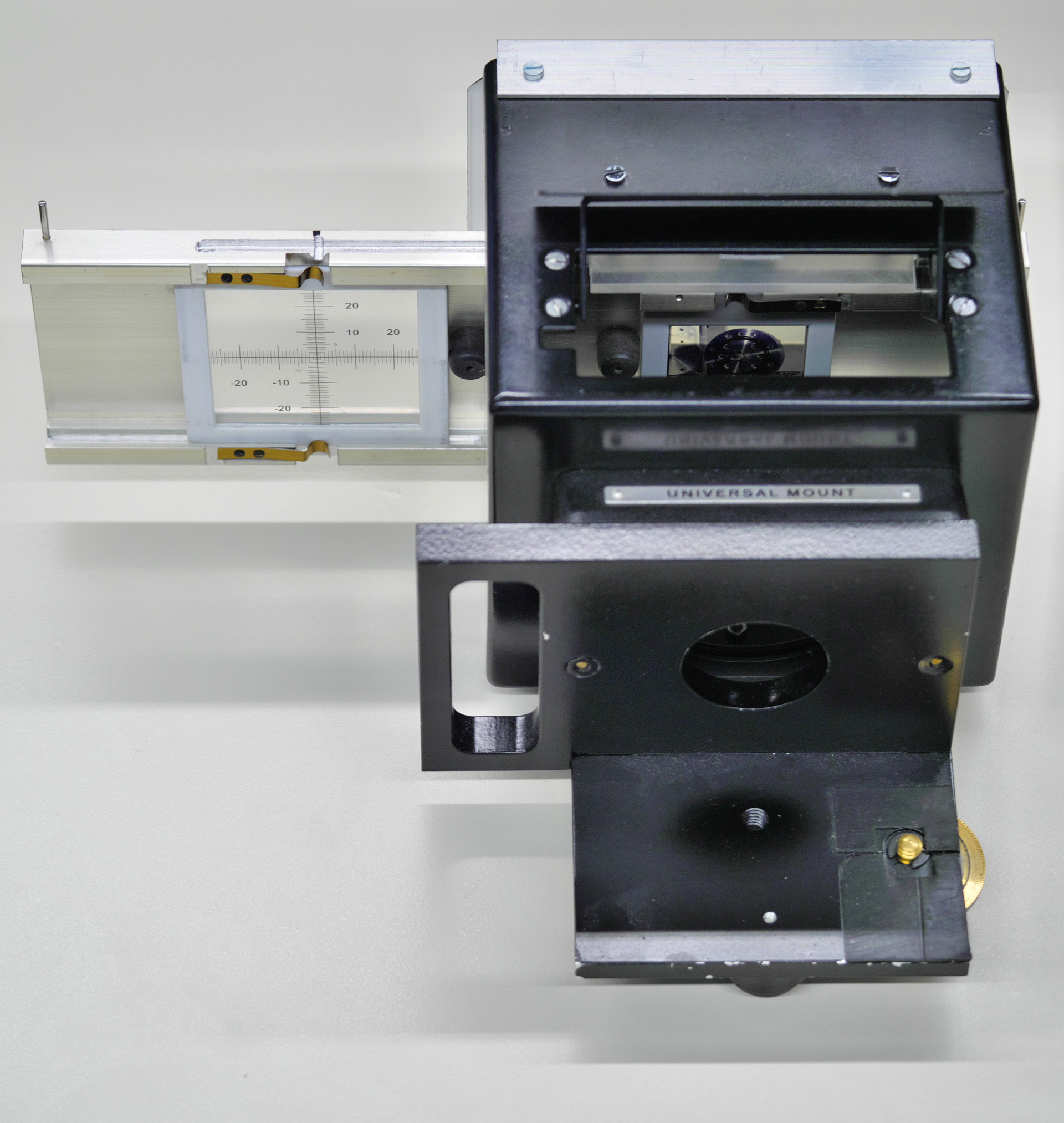
Dia-Duplikator für gerahmte Vorlagen im Mittelformat (links) und Kleinbild (im Kasten). Der Diffusor befindet sich an der Hinterseite des Kastens. Durch das Kreisloch in der Vorderseite kann die Vorlage mit Hilfe eines Makroobjektivs aufgenommen werden.

Als Dia-Duplikator werden spezielle Vorsatzvorrichtungen für herkömmliche Spiegelreflexkameras und Spiegelreflex-Digitalkameras (ähnlich auswechselbaren Kameraobjektiven) bezeichnet, die es ohne größeren technischen Aufwand ermöglichen, als Diapositiv perpetuierte Fotoaufnahmen in einfacher, aber optisch zufriedenstellender Form fotografisch zu reproduzieren.

## Dia-Duplikatoren im Handel
Industriell hergestellte Dia-Duplikatoren werden als kompakte Objektiv-Vorsätze für Spiegelreflexkameras zu Preisen zwischen 80 und 100 Euro auf dem freien Markt angeboten. Da die Nachfrage vom Einzelhandel jedoch als nicht sehr groß eingeschätzt wird, werden Dia-Duplikatoren weniger in Fotofachgeschäften als vielmehr im  Online-Fachhandel angeboten. Sie weisen in der Regel ein 52-mm-Anschlussgewinde auf, das mittels passendem Digitalkamera-Objektivadapter auch an allen gängigen Spiegelreflex-Digitalkameras verwendet werden kann. Als weitere Variante gibt es auch Dia-Duplikatoren, welche direkt mittels T2-Anschluss an einer Spiegelreflex-Kamera angeschlossen werden können.

## Eigenbau
Dia-Duplikatoren können durch Kombination der erforderlichen Einzelteile (Linse, Tubus, Dia-Schlitten etc.) auch selbst gebaut werden. Um eine optimale Bildausleuchtung zu gewährleisten, sollte darauf geachtet werden, dass der Dia-Duplikator mit einem Diffusor ausgestattet ist (vergleiche Diabetrachter).

## Verwendung zur digitalen Dia-Reproduktion
Zwar gibt es Dia-Duplikatoren schon seit es Kleinbild-Diafilme gibt, allerdings steigt die Nachfrage deutlich seitdem die Digitalkamera die Kleinbildkamera in kurzer Zeit vom Fotomarkt verdrängt hat. Da die digitale Fotospeicherung und -präsentation auf TV-, PC- und Notebook-Monitoren den zeitaufwändigen Aufbau von Diaprojektor und Leinwand erübrigt und elektronische Bildbearbeitungsprogramme über die klassische Bildwiedergabe weit hinausreichende kreative Möglichkeiten bieten, stellt sich für viele Inhaber von Dia-Sammlungen die Frage, wie sie ihre herkömmlichen Diapositive möglichst kostengünstig als digitale Fotos reproduzieren können. Zwar werden auf dem freien Markt entsprechende Servicedienstleistungen angeboten, jedoch sind digitale Reproduktionen von herkömmlichen Dias durch kommerzielle Anbieter mit relativ hohen Stückpreisen verbunden. Je größer die Diasammlung, desto eher rentiert es sich, die digitale Reproduktion selbst vorzunehmen. Wer die hohen Anschaffungskosten für hochwertige Dia-Scanner scheut und keine professionellen Anforderungen an die Bildqualität stellt, kann mit der Benutzung von Dia-Duplikatoren auf einfachstem Weg Ergebnisse erzielen, die für eine Präsentation auf TV-, PC- und Notebook-Monitoren durchaus zufriedenstellend sind. Zusätzlich lässt sich die Bildqualität verbessern, indem für die digitalen Aufnahmen als Voreinstellung an der Digitalkamera eine hohe Pixelzahl, also eine hohe Bildauflösung, gewählt wird.   